# Tarsophlebia
Tarsophlebia is een geslacht van uitgestorven libellen, dat leefde in het Jura.  

## Beschrijving
Deze libel  kenmerkt zich door zijn vleugelwijdte van circa vijf centimeter. 